# Klings
Klings là một đô thị trong huyện Wartburg ở bang Thüringen, Đức. Đô thị này có diện tích 6,51 km². Dân số cuối năm 2006 là 483 người.